# Azure River
Der Azure River ist ein 56 km langer linker Nebenfluss des Clearwater River im Osten der kanadischen Provinz British Columbia.

## Flusslauf
Der Azure River entspringt auf einer Höhe von 2100 m einem namenlosen Gletscher westlich des Ojibwa Peak im Süden der Cariboo Mountains. Er fließt anfangs 30 km in südwestlicher Richtung durch das Bergland und mündet in das östliche Ende des Azure Lake. Ein größerer Nebenfluss ist der Braithwaite Creek von rechts. Ein weiterer größerer Zufluss bildet der Angus Horne Creek, der in das Südufer des Azure Lake mündet. Den 24 km langen Azure Lake verlässt der Azure River an dessen westlichem Ende. Nach nur 200 m mündet der Azure River in den Clearwater River, 2,7 km oberhalb dessen Mündung in den Clearwater Lake. Das ca. 1180 km² große Einzugsgebiet des Azure River liegt vollständig innerhalb des Wells Gray Provincial Parks.